# عازي
العازي أحد الفنون الشعبية التراثية في دول الخليج العربي، حيث يجتمع المحتفلون بعد انتهاء الموسيقى وصمت الطبول على شكل دائرة يتوسطها «العازي» وهو الشاعر الذي يمتاز بجمال الصوت، ويقوم بإلقاء قصائد الفخر والحماسة. ويتميز «العازي» بأن كل مقطع من مقاطعه يؤدى بأنغام مختلفة.
ومن أجل صون التراث الثقافي غير المادي تم ادراج «العازي» ضمن القائمة التمثيلية للتراث الثقافي غير المادي التي تشرف عليها اليونسكو وتضم روائع التراث الثقافي للبشرية، ليكون العنصر الثقافي غير المادي الثاني باسم سلطنة عمان.